# Soprano
In musica, il termine soprano indica sia la chiave musicale omonima, detta anche chiave di do, sia la più acuta delle voci (e il/la cantante che la possiede), sia un registro che può essere vocale o strumentale (ad esempio sassofono soprano).
L'etimologia della parola deriva dal latino superius (più alto), e denotava una pars più alta rispetto a una o più di un componimento polifonico vocale o strumentale.
L'accezione più comune del termine fa riferimento ai cantanti soprano. Questi possono essere solo donne adulte o bambini di entrambi i sessi (detti anche voci bianche). In passato cantarono come soprani anche i castrati.
L'estensione del repertorio per soprano (soprattutto nell'opera lirica) è di circa due ottave, dal do centrale al do sovracuto (do3 – do5), ma può variare ampiamente.
Il soprano può essere classificato come segue:
- Soprano leggero, di coloratura o d'agilità (indicativamente, dal Re centrale al Fa sovracuto, Re3 - Fa5): voce a cui vengono affidati di solito repertori virtuosistici, che richiedono una voce leggera, agile.
- Soprano lirico (dal Do centrale al Mi bemolle sovracuto, Do3 - Mi♭5); esegue parti solitamente cantabili ed espressive.
- Soprano drammatico (dal La grave al Mi bemolle sovracuto, La2 - Mi♭5);  voce spesso utilizzata, nel melodramma, per ruoli forti e drammatici.

## Varianti di soprano
Nel corso dell'evoluzione del melodramma, la mescolanza di questi tipi e l'affermarsi di nuove tendenze ha dato luogo a ulteriori sottocategorie:
- Soprano soubrette
- Soprano lirico-leggero
- Soprano lirico-drammatico (o lirico-spinto)
- Soprano drammatico d'agilità
- Soprano Falcon
- Soprano wagneriano

## Esempi di ruoli per soprano
Alla voce di soprano, come a quella di tenore, sono tradizionalmente affidati i ruoli da protagonista.
Nel repertorio dei secoli XVII-XVIII alcuni celebri soprani sono:
- Nerone (L'incoronazione di Poppea, Claudio Monteverdi)
- Serse (Serse, Georg Friedrich Händel)
- Sesto (Giulio Cesare, Georg Friedrich Händel)
- Anastasio (Giustino, Antonio Vivaldi)
- Ottone (Griselda, Antonio Vivaldi)
- Idaspe (Bajazet, Antonio Vivaldi)

Di seguito sono riportati alcuni tra i ruoli più celebri per soprano nell'opera lirica.

### Soprano leggero
- La Regina della Notte (Il flauto magico, Wolfgang Amadeus Mozart)
- Olympia (I racconti di Hoffmann, Jacques Offenbach)
- Lakmé (Lakmé, Léo Delibes)
- Oscar (Un ballo in maschera, Giuseppe Verdi)

### Soprano lirico
- Cio-Cio-San (Madama Butterfly, Giacomo Puccini)
- Glauce (Medea, Luigi Cherubini)
- Liù (Turandot, Giacomo Puccini)
- Micaëla (Carmen, Georges Bizet)
- Mimì (La bohème, Giacomo Puccini)
- La Contessa (Le nozze di Figaro, Wolfgang Amadeus Mozart)
- Pamina (Il flauto magico, Wolfgang Amadeus Mozart)
- Leonora (La forza del destino, Giuseppe Verdi)

### Soprano drammatico
- Medea (Medea, Luigi Cherubini)
- Abigaille (Nabucco, Giuseppe Verdi)
- Gioconda (La Gioconda, Amilcare Ponchielli)
- Santuzza (Cavalleria rusticana, Pietro Mascagni)
- Tosca (Tosca, Giacomo Puccini)
- Turandot (Turandot, Giacomo Puccini)
- Amelia (Un ballo in maschera, Giuseppe Verdi)

### Chiave musicale
La chiave di soprano è la chiave di do collocata sulla prima linea inferiore del pentagramma.

## Strumenti musicali
In una famiglia strumentale, il termine distingue il tipo la cui estensione è acuta (ad es. sassofono soprano).